# Audaux
Audaux település Franciaországban, Pyrénées-Atlantiques megyében. Lakosainak száma 168 fő (2022. január 1.). Audaux Ossenx, Araujuzon, Araux, Bugnein, Castetbon, Loubieng és Viellenave-de-Navarrenx községekkel határos.

## Népesség
A település népességének változása:
| Lakosok száma | 173  | 165  | 247  | 164  | 166  | 166  | 165  | 165  | 168  |
|               | 2013 | 2015 | 2016 | 2017 | 2018 | 2019 | 2020 | 2021 | 2022 |